# 李先瓒
李先瓒（？—？），四川中江人，是一名清朝政治人物。监生出身。
李先瓒曾于1790年接替程明愫任华亭县知县一职，1791年由王桂怀接任。